# Ceràmica cardial
La ceràmica cardial rep aquest nom per estar decorada amb impressions de la vorada dentada i d'un sinuós seguit de petxines d'escopinyes, d'un bivalve anomenat tradicionalment Cardium (o algun derivat com Dinocardium o Acanthocardia), perquè la seva forma general recorda a la d'un cor. Encara que es van utilitzar diverses espècies, aquestes han estat determinades gairebé sempre com a Cerastoderma echinatum, o algun altre membre de la família dels Cardiidae). Sabent que els Cardiidae no eren els únics motius decoratius d'aquest tipus de ceràmica (ja que inclou impressions de dits, o digitacions i ungulacions, impressions amb un punxó, cordons, etc.) a vegades es prefereix l'ús de la denominació de ceràmica impresa o ceràmica montserratina, ja que és força present en jaciments de la serra de Montserrat.
La ceràmica cardial és característica d'un dels primers estadis del Neolític de la Conca mediterrània, durant els mil·lennis sisè i cinquè aC, incloent-hi les zones costaneres de l'àrea dels Balcans fins a les costes del Principat i del País Valencià, encara que la seva influència arriba fins a les costes atlàntiques europees. S'oposa a la ceràmica lineal, a la cultura de la ceràmica cordada i la cultura de la ceràmica de la pinta.

## Origen

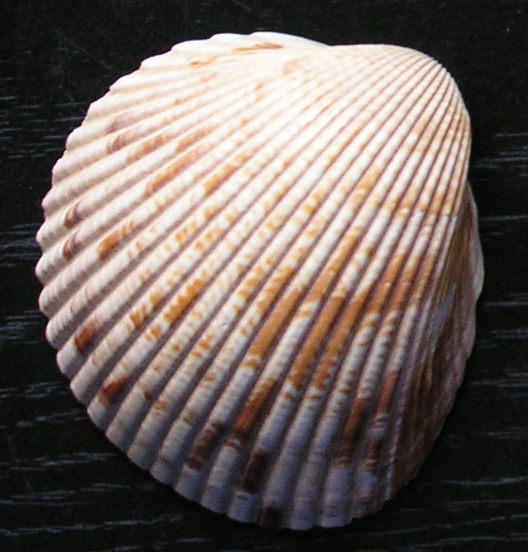
Escopinya.

És difícil determinar l'origen de la ceràmica cardial. Els exemples més antics procedeixen de Síria i el Líban, en el setè mil·lenni, on existia una antiga tradició de ceràmica impresa amb petxines de mol·luscs (cultura de Biblos). A Europa, hi ha antecedents de la cultura denominada cultura pre-Sesklo de la zona de Tessàlia (Grècia), on semblen trobar-se els més antics exemplars d'impressionants cardials del sisè mil·lenni. Tanmateix, si exceptuem la mateixa ceràmica, aquesta cultura té manca d'altres aspectes neolítics, ja que les restes ens parlen de caçadors, recol·lectors i pescadors, habitants de coves, amb una panòplia típicament mesolítica, probablement culturitzats per altres pobles més avançats, els quals coneixerien l'agricultura i la ramaderia.

En aquell mateix mil·lenni, sense abandonar la seva tradició econòmica (caça, recol·lecció, pesca) sembla que s'hagi produït la transició, incorporant-se les noves característiques plenament neolítiques com el cultiu de cereals, la ramaderia d'ovicàprides i un augment de la presència de la ceràmica impresa que s'enriqueix amb nous motius decoratius.

## Difusió
S'ha inferit que la difusió de la ceràmica cardial sols és possible gràcies a les grans capacitats de navegació dels seus pobles, ja que entre les restes bromatològiques apareixen espècies pròpies de mar endins; i que mitjançant la navegació es van expandir per una gran part del Mediterrani. Però no hi ha proves sòlides, tan sols al sud d'Itàlia, i és més segur pensar que la difusió cardial fos a causa d'una onada de novetats tècniques que va arrelar en la població autòctona epipaleolítica abans que a una migració demogràfica generalitzada.
El cas és que creuen el mar Adriàtic i colonitzen Pulla (Molfetta és l'únic lloc on sembla haver-hi existit una autèntica immigració de gent dels Balcans) i Sicília al sud d'Itàlia, instal·lant les seves zones d'habitatge gairebé sempre en coves (encara que hi ha alguns poblats fortificats amb fosses i estacades). Gradualment, la colonització arriba al centre d'Itàlia (Laci, Toscana, Ligúria) i les illes, com Còrsega i Sardenya, i n'apareixen les primeres passes al sud de França.
Al voltant del cinquè mil·lenni aC, la cultura ja s'havia assentat a les costes mediterrànies dels Països Catalans i França. Amb algunes excepcions, ja que entremig quedaven nombroses comarques de pobles probablement autòctons que van resistir més temps l'aculturació. En direcció a l'interior, la ceràmica cardial va penetrar pel Roine i per l'Ebre, i arribà fins a l'Atlàntic, almenys a la península Ibèrica. Tanmateix, les costes andaluses va continuar alienes a aquest fenomen.

Diversos tipus de decoració Cardial
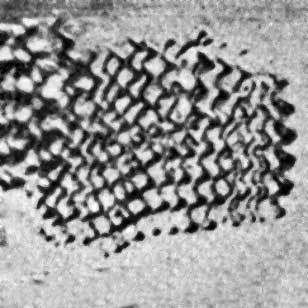
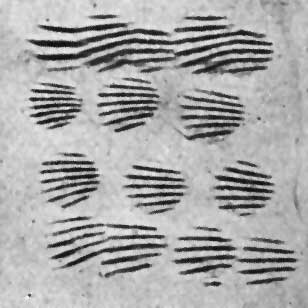
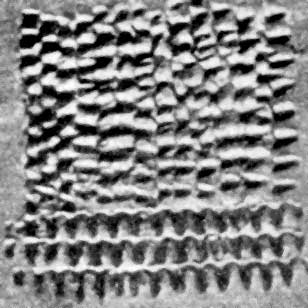
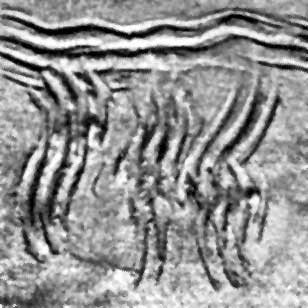

## No va existir una cultura cardial

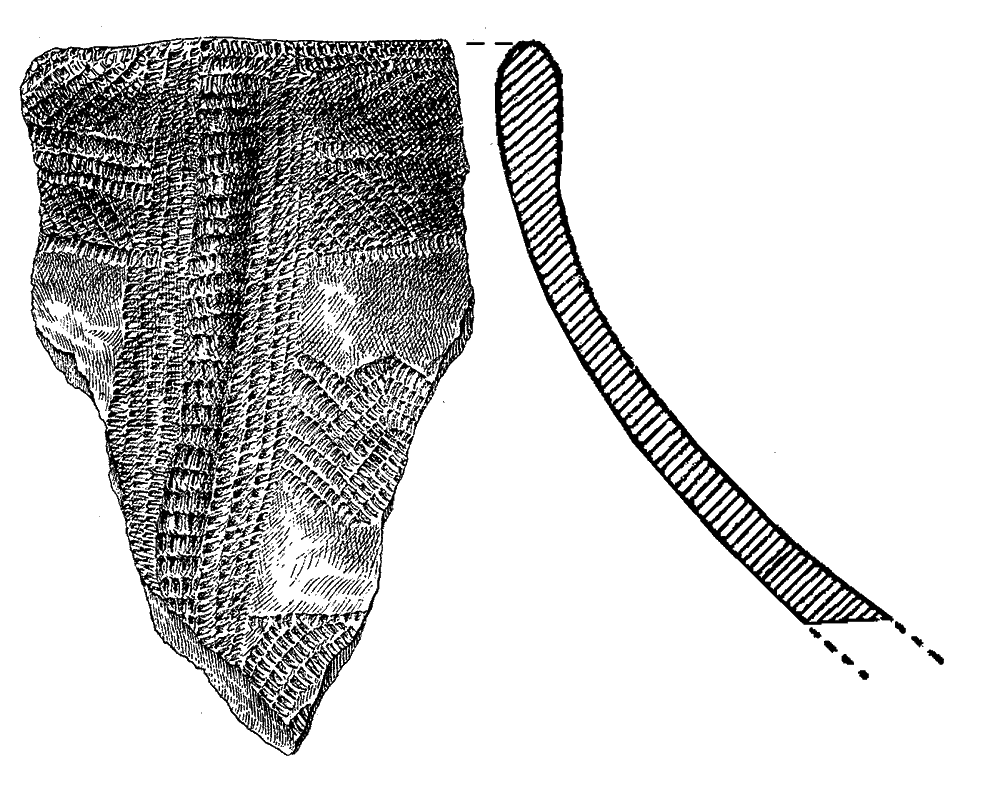
Fragment de ceràmica cardial procedent de
Cova Gran de Collbató (Barcelona).

El que en queda no és massa espectacular, ja que es tracta, sens dubte, d'un poble neolític bastant primitiu, excepte per les seves suposades capacitats nàutiques. És difícil parlar d'una «cultura cardial» ben definida, a causa d'innumerables variants regionals, i és millor referir-se, simplement, amb un «horitzó amb ceràmiques cardials» o, millor, amb ceràmiques impreses, generalitzant. Al sud-est d'Itàlia, s'agrupa la denominació de «cultura de Molfetta» (que, a més sembla més antiga); a Sicília s'utilitza l'expressió «cultura de Stentinello». El nord d'Itàlia i el sud de França formarien una col·lectivitat on els seus màxims jaciments són Arene Candide (Itàlia). Châteauneuf-lès-Martigues i Roucadour (França). El litoral dels Països Catalans tenen el seu jaciment estrella a la Cova de l'Or, però també a La Sarsa (País Valencià), on es parla de la «cultura montserratina». Les influències cardials arriben fins a Portugal, on hi trobem manifestacions capsianes; al nord d'Àfrica, també inclouen aquestes ceràmiques impreses.

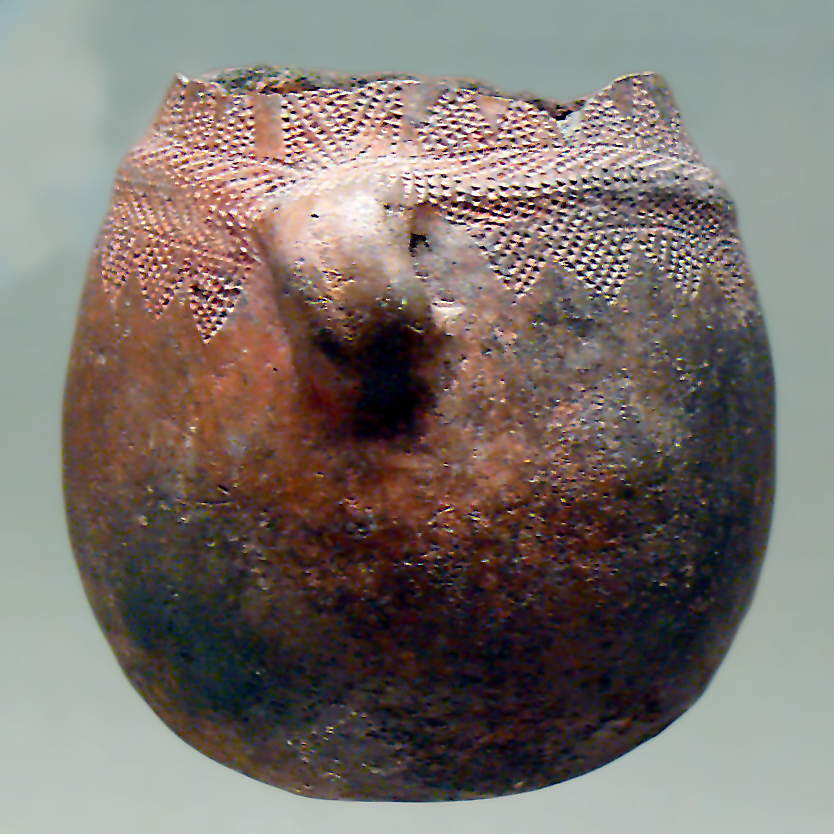
Ceràmica cardial de la cova de La Sarsa, València.

Actualment, es qüestiona aquesta sobreestimada influència en la difusió del Neolític, enfront d'altres cultures locals més importants (i on els avanços arqueològics s'estan demostrant de més antiguitat), però és innegable que van deixar grans trets distintius. La ceràmica cardial occidental sol tenir un fons arrodonit i siluetes ovoides, a vegades amb coll. La decoració, ja descrita, presenta impressions al fang fresc de petxines, dits, ungles i punxons amb motius amb forma de bandes i triangles. S'associen a una indústria lítica amb abundants micròlits geomètrics (evidenciant la importància de la caça), perforadors i espàtules d'os. També hi ha ornaments com braçalets de pedra, denes de collarets i penjolls de petxines; i els molins barquiformes o de vaivé, així com importants apartaments alimentaris marins (peix i marisc).
A finals del cinquè mil·lenni, la cultura va degenerar enfront d'altres pobles més creixents, però van quedar grupuscles genèricament anomenats epicardials, sobretot al nord d'Itàlia (cultura dels Vasos de Boca Quadrada: «Chiozza») i als Balcans adriàtics (Hvar, Lisicici i Butmir).
També se sospita que les seves arrels tenen gran importància a l'hora d'explicar l'origen dels pobles ibers i lígurs.